# Казахи в Саратовской области
Казахи в Саратовской области (каз. Саратов облысының қазақтары) — вторая после русских по численности населения национальность Саратовской области, по переписи 2002 года составляют 2,9 % всего населения (8,7 % сельского населения области). Согласно переписи 2010 доля казахов в населении области составила 3,09 %, абсолютная численность — 76 007 человек. Основная часть казахов области расселены в восточных (заволжских) районах.

## История казахской общины на территории Саратовской области
Перепись 1926 года зафиксировала 4 876 казахов в Саратовской губернии и 1 351 в АССР Немцев Поволжья (бо́льшая часть которой располагалась на территории современной Саратовской области). Во время голода в Казахстане 1932—1933 гг. численность казахов на территории современной Саратовской области увеличилась примерно в 5 раз в первую очередь за счёт притока переселенцев из голодающих районов Западного Казахстана. Так перепись 1937 года зафиксировала 19 663 казаха в Саратовской области и 6 268 в АССР Немцев Поволжья. Естественный прирост населения и продолжающаяся (но уже в значительно меньших размерах) миграция привели к дальнейшему росту числа казахов, так по переписи населения 1939 года в Саратовской области было уже 23 436 казахов, а в АССР Немцев Поволжья — 8 988.
С началом Великой Отечественной войны все немцы из региона были выселены, АССР Немцев Поволжья была ликвидирована, Саратовская область приобрела современные границы. Из центра Европейской части России (в частности Московской области) ранее обосновавшиеся там казахи были переселены в районы, из которых были выселены немцы. Кроме того, свыше 30 тыс. казахов были отправлены на работы в Саратовскую область в составе т. н. трудовой армии.
Первая послевоенная перепись 1959 года зафиксировала 44 тыс. казахов, из которых 97,2 % указали родным казахский язык. К 1979 году численность казахов достигла 63 345 чел., а к 1989 — 73 428 чел.
| Год переписи | Численность тыс. чел. | Доля   |
| ------------ | --------------------- | ------ |
| 1926*        | 6                     | 0,38 % |
| 1937*        | 26                    | 1,30 % |
| 1939*        | 32                    | 1,35 % |
| 1959         | 44                    | 2,03 % |
| 1970         | 57                    | 2,34 % |
| 1979         | 63                    | 2,47 % |
| 1989         | 73                    | 2,74 % |
| 2002         | 78                    | 2,94 % |
| 2010         | 76                    | 3,09 % |
| 2020         | 64                    | 2,90 % |

* - произведено суммирование данных по Саратовской губернии/области и АССР Немцев Поволжья; последняя впоследствии вошла в состав Саратовской области не целиком, поэтому данная сумма является несколько завышенной.

## Языковая ситуация
Уже первая Всероссийская перепись населения 2002 года показала, что казахи стали второй по численности населения национальностью Саратовской области — 78 320 чел. (2,94 % населения), из их числа только 55 тыс. человек говорят по-казахски, ниже всего степень владения казахским языком среди молодого поколения. Опрос, проведённый среди казахов Саратовской области, показал, что только 11 % опрошенных заявили, что лучше всего владеют казахским языком, 15 % заявили, что в равной степени хорошо владеют казахским и русским, а 74 % заявили, что лучше всего говорят по-русски.
Опрос посетителей сайта «Казахи Саратовской области» показал, что на вопрос о степени владения казахским языком 11 % ответили, что знают казахский, 20 % — знают «наполовину», 41 % — «понимают, но не говорят», 26 % — не знают казахский язык.

## Родо-племенная принадлежность
Сейчас в Саратовской области преимущественно проживают представители следующих казахских родов: каракесек, жаппас, байбакты, бериш, шеркеш, тана, тама, кердери, кызыл-курт, тюленгут и др. Но родоплеменное сознание в настоящее время у саратовских казахов выражено слабо.

## Современное расселение
Среди казахов преобладает сельское население — 79 %, поэтому как в районах традиционного расселения, так и в области в целом, доля казахов в сельском населении примерно в 10 раз выше, чем в городском: казахи составляют 0,85 % городского населения области и 8,7 % сельского.
Казахи в Саратовской области расселены в основном в её заволжской части. Наиболее многочисленно казахское население в Александрово-Гайском (где казахи составляют абсолютное большинство населения 52 %), Озинском (28 %),Новоузенском (25,2 %), Перелюбском (10,2 %), Дергачёвском (20,8 %), Питерском (9,6 %, по другим данным 20,5 %), Краснокутском (13,0 %), Ершовском (9 %), Фёдоровском (10,6 %), Краснопартизанском (9,9 %), Марксовском (почти 5 тыс. чел., 7 % населения), Энгельсском (2,0 %), Ровенском (18,5 %) районах.
| Муниципальное образование                   | Всё население       | Всё население                                          | Городское население | Городское население                                    | Сельское население  | Сельское население                                     |
| Муниципальное образование                   | Численность казахов | В % к числу лиц, указавших национальную принадлежность | Численность казахов | В % к числу лиц, указавших национальную принадлежность | Численность казахов | В % к числу лиц, указавших национальную принадлежность |
| ------------------------------------------- | ------------------- | ------------------------------------------------------ | ------------------- | ------------------------------------------------------ | ------------------- | ------------------------------------------------------ |
| Муниципальное образование город Саратов     | 7288                | 0,9 %                                                  | 7288                | 0,9 %                                                  | -                   | -                                                      |
| Городской округ ЗАТО Светлый                | 72                  | 0,6 %                                                  | 72                  | 0,6 %                                                  | -                   | -                                                      |
| Муниципальное образование ЗАТО Михайловский | 133                 | 5,7 %                                                  | -                   | -                                                      | 133                 | 5,7 %                                                  |
| ЗАТО Шиханы                                 | 5                   | 0,1 %                                                  | 5                   | 0,1 %                                                  | -                   | -                                                      |
| Александрово-Гайский район                  | 9077                | 54,1 %                                                 | -                   | -                                                      | 9077                | 54,1 %                                                 |
| Аркадакский район                           | 11                  | 0,0 %                                                  | 6                   | 0,0 %                                                  | 5                   | 0,0 %                                                  |
| Аткарский район                             | 313                 | 0,7 %                                                  | 64                  | 0,2 %                                                  | 249                 | 1,5 %                                                  |
| Базарно-Карабулакский район                 | 108                 | 0,4 %                                                  | 18                  | 0,1 %                                                  | 90                  | 0,5 %                                                  |
| Балаковский район                           | 1646                | 0,8 %                                                  | 842                 | 0,4 %                                                  | 804                 | 3,8 %                                                  |
| Балашовский район                           | 96                  | 0,1 %                                                  | 62                  | 0,1 %                                                  | 34                  | 0,1 %                                                  |
| Балтайский район                            | 11                  | 0,1 %                                                  | -                   | -                                                      | 11                  | 0,1 %                                                  |
| Вольский район                              | 224                 | 0,2 %                                                  | 202                 | 0,3 %                                                  | 22                  | 0,1 %                                                  |
| Воскресенский район                         | 72                  | 0,5 %                                                  | -                   | -                                                      | 72                  | 0,5 %                                                  |
| Дергачёвский район                          | 4627                | 22,1 %                                                 | 1017                | 12,4 %                                                 | 3610                | 28,2 %                                                 |
| Духовницкий район                           | 89                  | 0,7 %                                                  | 10                  | 0,2 %                                                  | 79                  | 1,0 %                                                  |
| Екатериновский район                        | 142                 | 0,7 %                                                  | 36                  | 0,6 %                                                  | 106                 | 0,8 %                                                  |
| Ершовский район                             | 4004                | 9,7 %                                                  | 992                 | 4,6 %                                                  | 3012                | 15,0 %                                                 |
| Ивантеевский район                          | 585                 | 3,9 %                                                  | -                   | -                                                      | 585                 | 3,9 %                                                  |
| Калининский район                           | 269                 | 0,8 %                                                  | 42                  | 0,3 %                                                  | 227                 | 1,4 %                                                  |
| Красноармейский район                       | 848                 | 1,8 %                                                  | 180                 | 0,7 %                                                  | 668                 | 3,1 %                                                  |
| Краснокутский район                         | 5114                | 14,8 %                                                 | 596                 | 4,1 %                                                  | 4518                | 22,4 %                                                 |
| Краснопартизанский район                    | 1170                | 9,0 %                                                  | 286                 | 5,7 %                                                  | 884                 | 11,2 %                                                 |
| Лысогорский район                           | 209                 | 1,1 %                                                  | 39                  | 0,5 %                                                  | 170                 | 1,3 %                                                  |
| Марксовский район                           | 4787                | 7,5 %                                                  | 871                 | 2,8 %                                                  | 3916                | 11,9 %                                                 |
| Новобурасский район                         | 163                 | 1,0 %                                                  | 16                  | 0,3 %                                                  | 147                 | 1,5 %                                                  |
| Новоузенский район                          | 8319                | 26,0 %                                                 | 2260                | 13,4 %                                                 | 6059                | 40,0 %                                                 |
| Озинский район                              | 3394                | 18,0 %                                                 | 1042                | 11,4 %                                                 | 2352                | 24,0 %                                                 |
| Перелюбский район                           | 1554                | 10,6 %                                                 | -                   | -                                                      | 1554                | 10,6 %                                                 |
| Петровский район                            | 58                  | 0,2 %                                                  | 12                  | 0,4 %                                                  | 46                  | 0,3 %                                                  |
| Питерский район                             | 4224                | 23,6 %                                                 | -                   | -                                                      | 4224                | 23,6 %                                                 |
| Пугачёвский район                           | 1877                | 3,1 %                                                  | 541                 | 1,3 %                                                  | 1336                | 6,7 %                                                  |
| Ровенский район                             | 3032                | 18,3 %                                                 | 257                 | 5,7 %                                                  | 2775                | 23,0 %                                                 |
| Романовский район                           | 4                   | 0,0 %                                                  | 1                   | 0,0 %                                                  | 3                   | 0,0 %                                                  |
| Ртищевский район                            | 21                  | 0,0 %                                                  | 8                   | 0,0 %                                                  | 13                  | 0,1 %                                                  |
| Самойловский район                          | 20                  | 0,1 %                                                  | 5                   | 0,1 %                                                  | 15                  | 0,1 %                                                  |
| Саратовский район                           | 611                 | 1,3 %                                                  | 77                  | 0,6 %                                                  | 534                 | 1,5 %                                                  |
| Советский район                             | 3075                | 11,4 %                                                 | 1107                | 6,1 %                                                  | 1968                | 21,9 %                                                 |
| Татищевский район                           | 282                 | 1,0 %                                                  | 40                  | 0,5 %                                                  | 242                 | 1,2 %                                                  |
| Турковский район                            | 6                   | 0,0 %                                                  | 3                   | 0,0 %                                                  | 3                   | 0,0 %                                                  |
| Фёдоровский район                           | 2177                | 10,5 %                                                 | 386                 | 5,8 %                                                  | 1791                | 12,8 %                                                 |
| Хвалынский район                            | 54                  | 0,2 %                                                  | 18                  | 0,1 %                                                  | 36                  | 0,3 %                                                  |
| Энгельсский район                           | 6236                | 2,3 %                                                  | 2051                | 0,9 %                                                  | 4185                | 8,8 %                                                  |

## Преподавание казахского языка
С 1998 г. работает казахская национальная школа в районном центре Александров-Гай, а в пяти школах Александрово-Гайского и Новоузенского районов преподаётся казахский язык.
Школам Александрово-Гайского, Новоузенского, Энгельсского муниципальных районов области оказывает поддержку министерство образования и науки Республики Казахстан, периодически осуществляя обновление методической литературы и учебников, словарей и художественной литературы на казахском языке.

## Религиозные и национально-культурные организации
В ряде местностей, где компактно проживают казахи, начиная с 1990-х годов были построены мечети. Ранее имамами в мечетях, расположенных в казахских селах, как правило, были татары, однако в настоящее время в Саратовской области шесть имамов-казахов. В исламских вузах в России и за рубежом проходят обучение несколько молодых саратовских казахов. Руководитель пресс-службы Духовного управления мусульман Поволжья А. Ш. Махметов является казахом по национальности.Весной 1992 года в Саратовском Городском центре национальных культур ул Радищева ,1 состоялось  первое собрание Саратовских казахов по созданию общественной организации «Саратовский областной центр казахской культуры «Казахстан». Создана с целью проведения культурно-просветительской работы, налаживанию межэтнических связей с исторической родиной - Казахстаном, взаимодействию с органами исполнительной и законодательной власти и другими национально -  культурными объединениями. В сентябре 1992 года в г. Алма-Аты на  Первом Всемирном курултае (собрание) казахов саратовскую делегацию из 7 человек возглавил Есен Тлеубаевич Джунельбаев – доктор сельско-хозяйственных наук,первый руководитель казахской организации в области . С 2002 года организация продолжает деятельность на базе первоначальной организации под названием Саратовская областная общественная  Организация  «Культурный центр Казахстан»
С 2013 года работает спортивный молодежный центр «Достар», который в 2016 году был преобразован в Фонд развития спорта и казахской культуры «Достар».
В области был создан целый ряд национально-культурных казахских организаций. Так на 01.09.2009 в области действовали общественная организация «Саратовская местная казахская национально-культурная автономия», а также Региональная национально-культурная автономия казахов Саратовской области, местная казахская национально-культурная автономия Ровенского района Саратовской области, местная казахская национально-культурная автономия Краснокутского района Саратовской области. В июне 2011 года принято решение открыть национальную культурную автономию казахов Александрово-Гайского района. На территории области имеется также Саратовская региональная общественная организация «Ассоциация Поволжских казахов», в 2000 году была учреждена общественная организация «Казахская лига Поволжья». В Саратове действует молодёжная казахская организация «Асар».
Имеется (с 1997 года) саратовский областной центр казахской культуры «Казахстан». Имеются районные центры казахской культуры: Озинский центр казахской культуры «Достар» (с 2002 года), казахский культурный центр «Достык» в Александрово-Гайском районе, национально-культурный центр Краснокутского района «Арман», Новоузенский казахский культурный центр «Сауле».
В Саратовской области на протяжении последних лет успешно функционирует официальное представительство Западно-Казахстанской области. Это позволяет усилить экономический и межкультурный компонент в работе по сохранению связи казахов с этнической родиной.
Руководители казахских национальных организаций активно участвуют в общественной жизни области. Председатель центра казахской культуры «Казахстан» Э. Т. Джунельбаев был членом Общественной палаты Саратовской области первого созыва.
Президент Ассоциации поволжских казахов В. А. Ташпеков — член Общественной палаты Саратовской области второго и третьего созывов с февраля 2011 года. Является членом Совета Общественной палаты.